# Tren del Valle

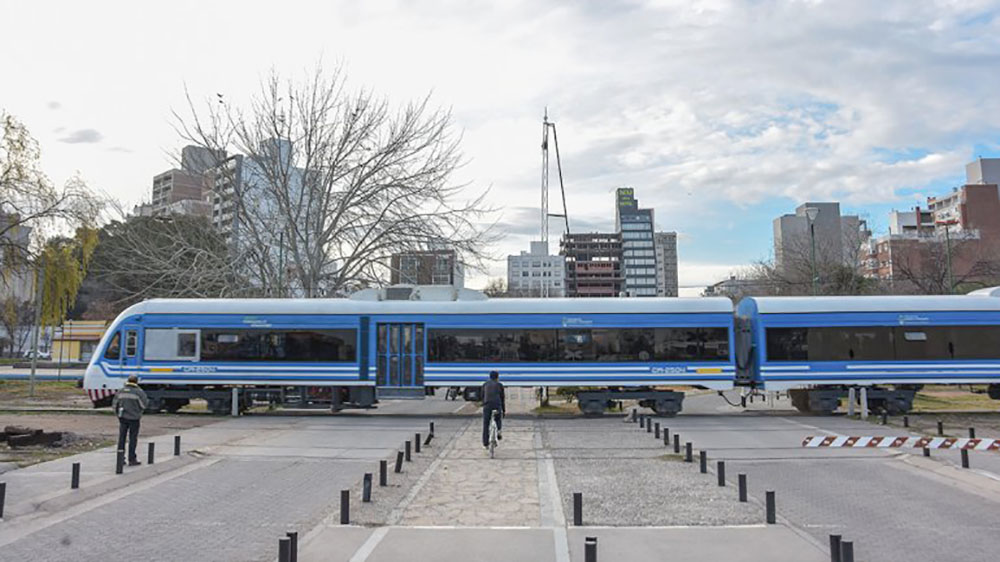
Vista urbana del paso del tren neuquino por el parque Central.

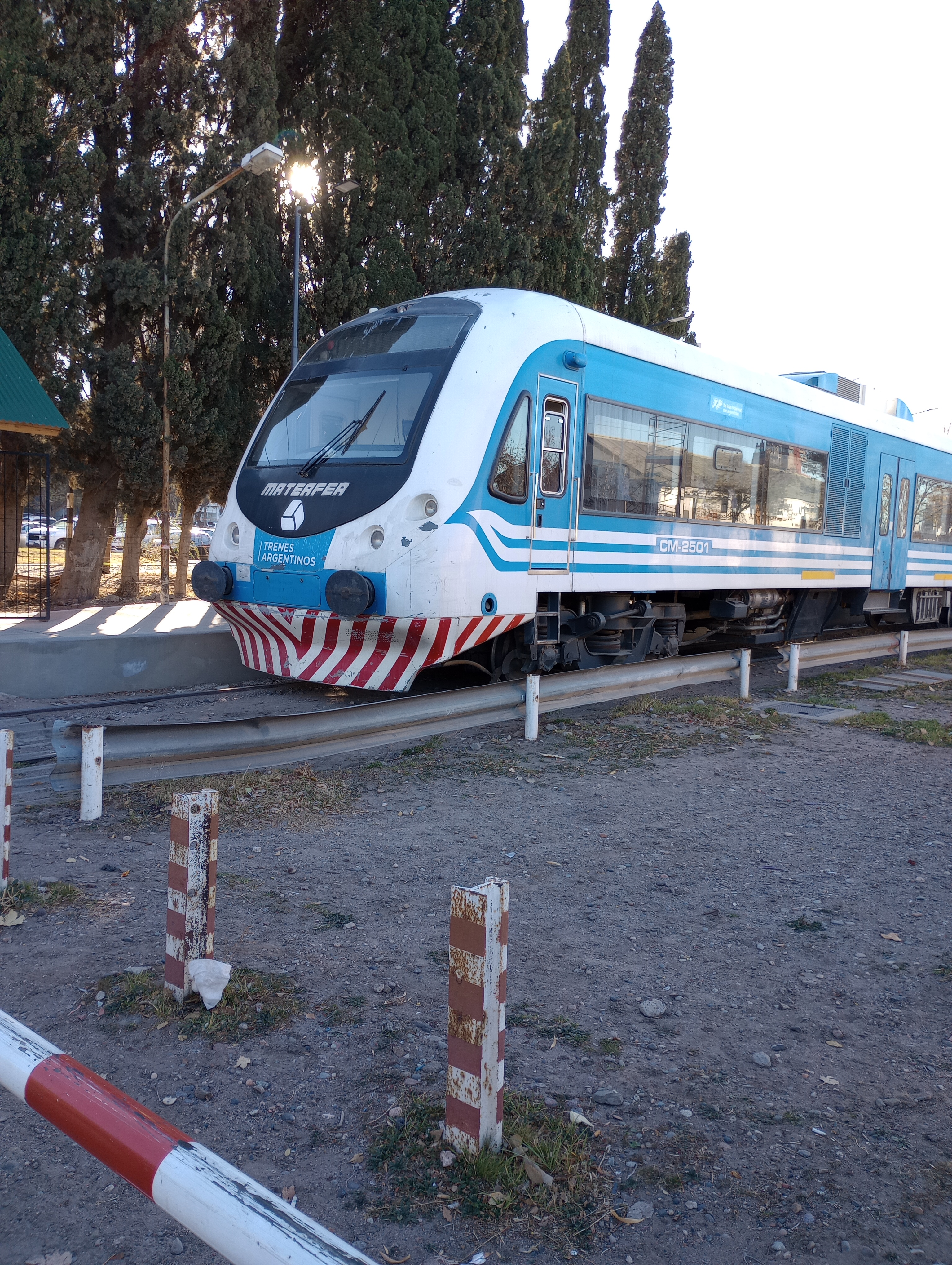
Tren del Valle - Destion Plottier

El Tren del Valle u oficialmente Servicio regional Neuquén es un servicio ferroviario de cercanías que conecta las ciudades de Neuquén y Plottier, en las provincia argentina del Neuquén. 

## Historia
En el año 2006 se creó la Comisión Pro Tren del Valle, la cual comenzó en este año a impulsar el proyecto de un servicio ferroviario de pasajeros entre Chichinales y Senillosa. Hasta este momento, solamente se había utilizado la vía para cargas y hasta 1993 para trenes de larga distancia.
Actualmente conecta las ciudades de Neuquén con Plottier y Cipolletti, utilizando las vías del ramal ferroviario Bahía Blanca-Neuquén-Zapala. Para la puesta en marcha del servicio, fue reacondicionada la Estación Neuquén durante el invierno del año 2015, y también fue reparado el puente ferroviario sobre el Río Neuquén. El primer tramo del servicio fue inaugurado el 21 de julio de 2015. Forma parte del Plan Operativo Quinquenal 2016-2020 del Ministerio de Transporte de la Nación.
El proyecto original era el servicio entre Senillosa (Neuquén) y Chichinales (Río Negro), conectando también las importantes ciudades de Villa Regina, General Roca, Allen, Plottier y otras localidades intermedias, las cuales en total reúnen aproximadamente 700 000 habitantes (s2010). Para la puesta en marcha del servicio, fue reacondicionada la Estación Neuquén durante el invierno del año 2015, y también fue reparado el puente ferroviario sobre el Río Neuquén. El primer tramo del servicio fue inaugurado el 21 de julio de 2015. Forma parte del Plan Operativo Quinquenal 2016-2020 del Ministerio de Transporte de la Nación. En 2016 se anunció un nuevo cronograma  con menos servicios, donde se disminuirán las frecuencias del Tren del Valle de lunes a viernes, de 10 a 8, y los sábados pasarán a ser de 6 a 4. En 2017 el Jefe de Gabinete Marcos Peña confirmó que el Tren del Valle no será extendido y blanqueó que no cumplirán con el Presupuesto Nacional, que incluía una partida para ampliar el recorrido. En 2016, el interbloque Cambiemos votaron en contra de la reactivación de los trenes de pasajeros a Neuquén y Bariloche. Mientras tanto, el jefe de gabinete lo tildó de no estratégico, por lo que dejó de recibir partidas presupuestarias cancelándose las inversiones.
En 2023 comenzó la construcción de dos nuevos apeaderos intermedios entre Neuquén Central y Cipolletti.

## Estado actual
El servicio opera de lunes a viernes entre las 6 y las 21 horas aproximadamente, y los sábados entre las 6 y las 13:30 horas. Se acepta la tarjeta SUBE.
Con los coches motores MATERFER que transportan aproximadamente entre 1200 y 1500 pasajeros diarios en los meses de verano de 2016, el servicio registra una ocupación de entre el 50 y 62 por ciento de los asientos disponibles.
En 2016 se anunció un nuevo cronograma  con menos servicios, donde se disminuirán las frecuencias del Tren del Valle de lunes a viernes, de 10 a 8, y los sábados pasarán a ser de 6 a 4.
El 29 de marzo de 2021 fue extendido su recorrido hasta Estación Plottier.
Esta ampliación contempla la creación de paradas intermedias en la Estación Terminal de Ómnibus de Neuquén (ETON) y el Aeropuerto Internacional Presidente Perón de Neuquén, ambas infraestructuras se encuentran a escasa distancia del ramal.  Las vías están activas y concesionadas a Ferrosur Roca. Esta extensión del servicio agrega unos 15 km de recorrido a la traza actual y fue posible gracias a la incorporación de los dos cochemotores adicionales que se encontraban fuera de servicio en la línea Mitre. Otro de los desafíos para la extensión es la gran cantidad de pasos a nivel a asegurar: un total de 24, muchos de ellos altamente transitados, de los cuales 19 están en Neuquén y otros cinco en Plottier.
En noviembre del 2021 se iniciaron las obras para la construcción de 6 apeaderos intermedios entre Neuquén y Plottier. Tan solo un año después, el 10 de noviembre de 2022, se dio la inauguración de los primeros dos, siendo estos ETON (Estación Terminal de Ómnibus de Neuquén) y Aeropuerto (Aeropuerto Internacional Presidente Perón); el día 6 de diciembre del mismo año se inauguró Barrio Unión; y el día 3 de mayo de 2023 se totalizó la habilitación de los 6 apeaderos, quedando habilitados Ignacio Rivas, El Cholar y Constituyentes.
Con la inauguración de los últimos apeaderos desde el 3 de mayo de 2023 se cuenta con un total de 10 servicios por sentido únicamente de lunes a viernes, siendo 8 entre Neuquén y Plottier, y 2 entre esta última y Plottier . El servicio se presta cada, aproximadamente, dos horas. La flota consta de dos coche motores Materfer CMM400-2, previéndose la re-incorporación de un tercero que se encuentra en reparación en el taller del mencionado fabricante, ubicada en Ferreyra (Córdoba).
Actualmente el servicio Neuquén capital-Cipolletti volvió en funcionamiento el día 3 de febrero de 2025.

## Proyectos de ampliación
Se contempla ampliar el servicio a las ciudades aledañas. Como primer paso se propuso la extensión a Plottier, hecho que fue cumplido el 29 de marzo de 2021, y General Roca, la segunda ciudad en importancia de la provincia de Río Negro, ubicada al este de Cipolletti. 
La Comisión Pro Tren del Valle, tal como varios intendentes de la zona, apoyan una ampliación hasta Senillosa y Chichinales, abarcando de esta manera la totalidad del área metropolitana de Neuquén y de la zona del Alto Valle del Río Negro.

## Galería

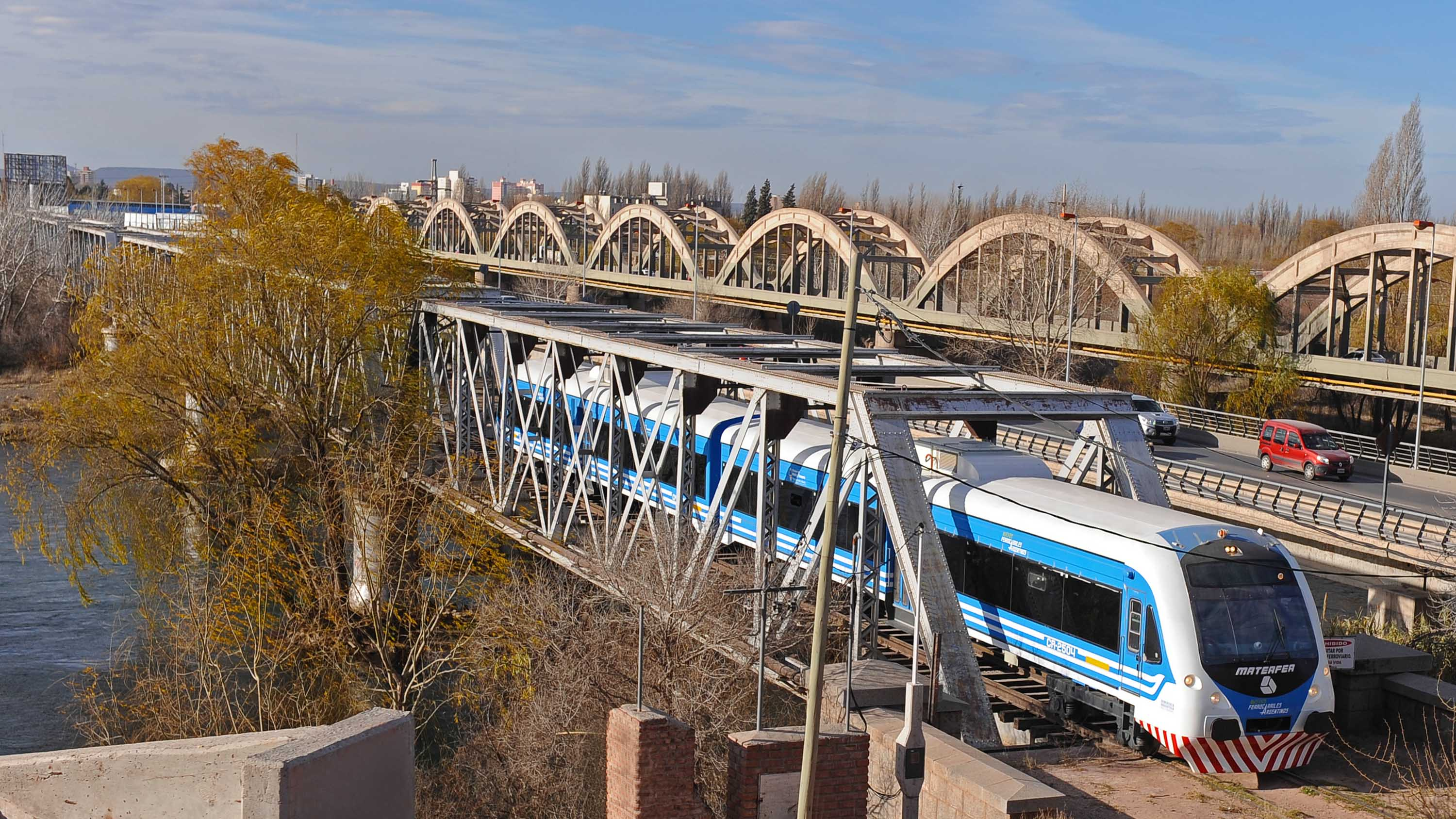
El Tren del Valle en el puente sobre el Río Neuquén.
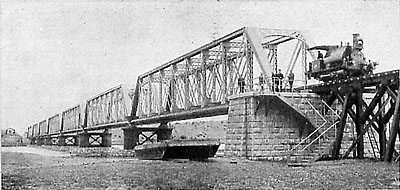
Puente sobre el Río Neuquén, 1902.
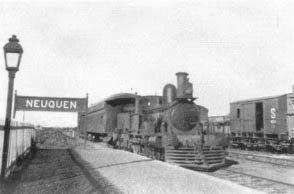
Estación Neuquén alrededor del año 1900.
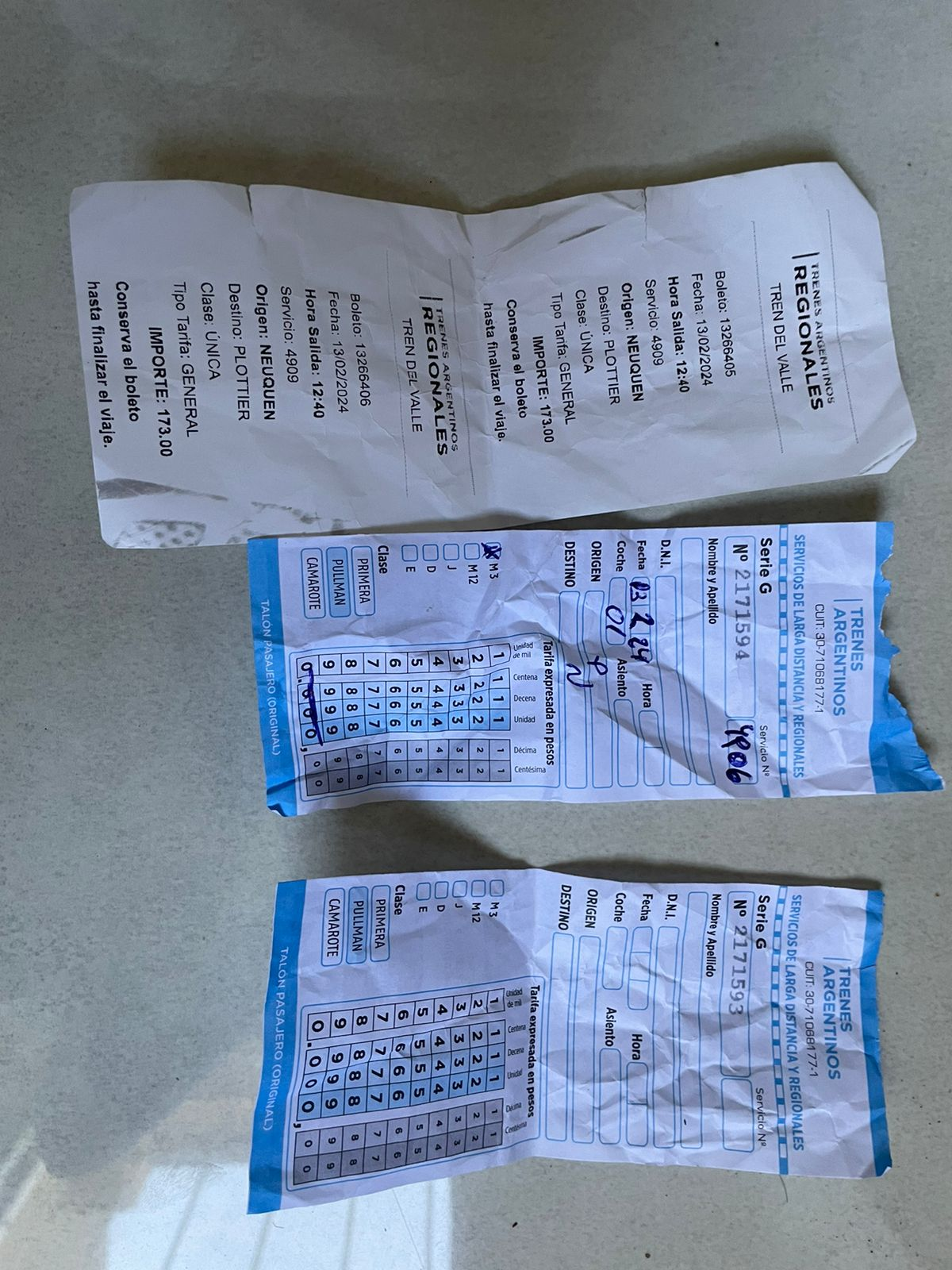
Boletos del Tren del Valle en 2 de las 3 tarifas posibles.